# Nanya, Fujian
Nanya är en köping i sydöstra Kina. Den ligger i Jian'ou i staden Nanping i provinsen Fujian, omkring 130 kilometer nordväst om provinshuvudstaden Fuzhou. Antalet invånare är 35 095. Befolkningen består av 16 943 kvinnor och 18 152 män. Barn under 15 år utgör 20,0 %, vuxna 15-64 år 69 %, och äldre över 65 år 9,0 %.